# Agramunt
Agramunt è un comune spagnolo di 4 759 abitanti situato nella comunità autonoma della Catalogna.
Il comune è noto per la produzione del torrone. L’attività dei turronaire (torronaio) è documentata dalla fine del XVIII secolo, ma già all’epoca era una tradizione, il che significa che le sue radici erano più antiche. I torronai di Agramunt erano diventati talmente popolari da partecipare alle manifestazioni folcloristiche tradizionali e da guadagnarsi un posto persino nella letteratura, con l’opera teatrale La Dida (la balia) di Serafi Pitarra. La protagonista dell’opera, ambientata nel 1700, è Paula, la Dida, figlia di Agramunt e di mestiere torronaia.